# Federación
Federación est l'une des 25 municipalités de l'État de Falcón au Venezuela. Son chef-lieu est Churuguara. En 2011, la population s'élève à 29 251 habitants.

## Géographie

### Subdivisions
La municipalité est divisée en cinq paroisses civiles avec, chacune à sa tête, une capitale (entre parenthèses) :
- Agua Larga (Agua Larga) ;
- Churuguara (Churuguara) ;
- El Paují (El Paují) ;
- Independencia (El Tupí) ;
- Mapararí (Mapararí).